# José Azlor y Virto de Vera
José Ramón (o José Manuel) de Azlor y Virto de Vera  (Huesca, Reino de Aragón, Corona de Aragón, Monarquía Hispánica, 19 de julio de 1672 - San Francisco de los Patos, Nueva España, España, 9 de marzo de 1734), por matrimonio, segundo marqués de San Miguel de Aguayo, conocido sencillamente como el  marqués de Aguayo, fue un gobernador colonial español de la Nueva España, que entre 1719 y 1722, se desempeñó como gobernador de las provincias de Nuevas Filipinas y Nueva Extremadura (luego Coahuila y Tejas). Durante su mandato, Aguayo lideró una expedición que retomó el este de Texas de la Nueva Francia sin disparar un tiro —que había sido ocupado por los franceses durante la Guerra de la Cuádruple Alianza contra España—, lo que fijará unos límites que se mantuvieron prácticamente hasta la firma del Tratado de Guadalupe-Hidalgo (1848). Estableció, o restableció, siete misiones y tres presidios, cuadruplicando el número de soldados españoles estacionados en Texas. La expedición de Aguayo fortaleció la reclamación española sobre Texas que los franceses nunca volvieron a disputar.
Aguayo y su esposa también fueron propietarios de una gran finca, o latifundio, en Coahuila. Sus descendientes heredaron y ampliaron las propiedades y la dinastía Aguayo continuó hasta 1825.

## Biografía

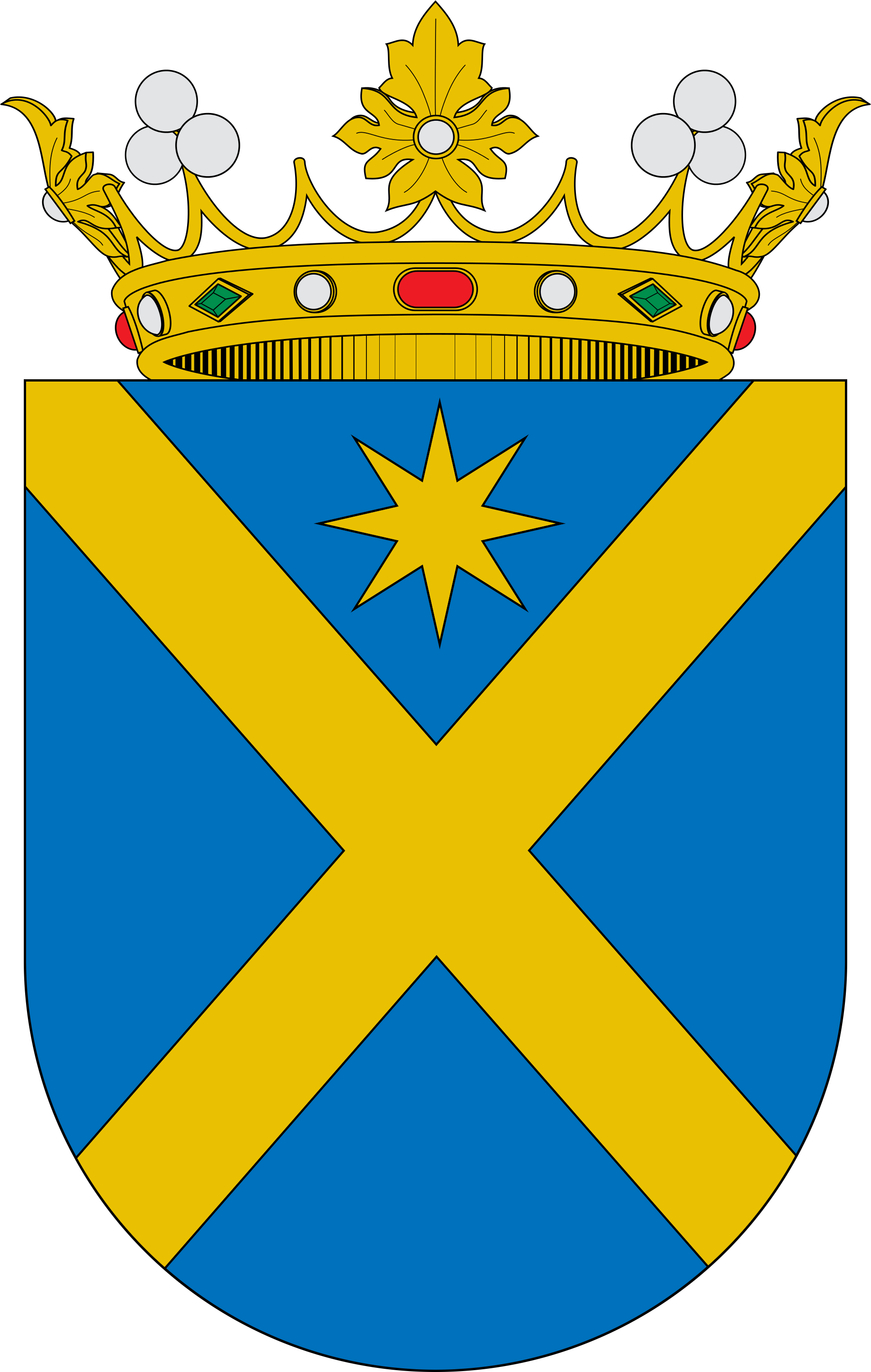
Escudo de armas de los marqueses de Aguayo

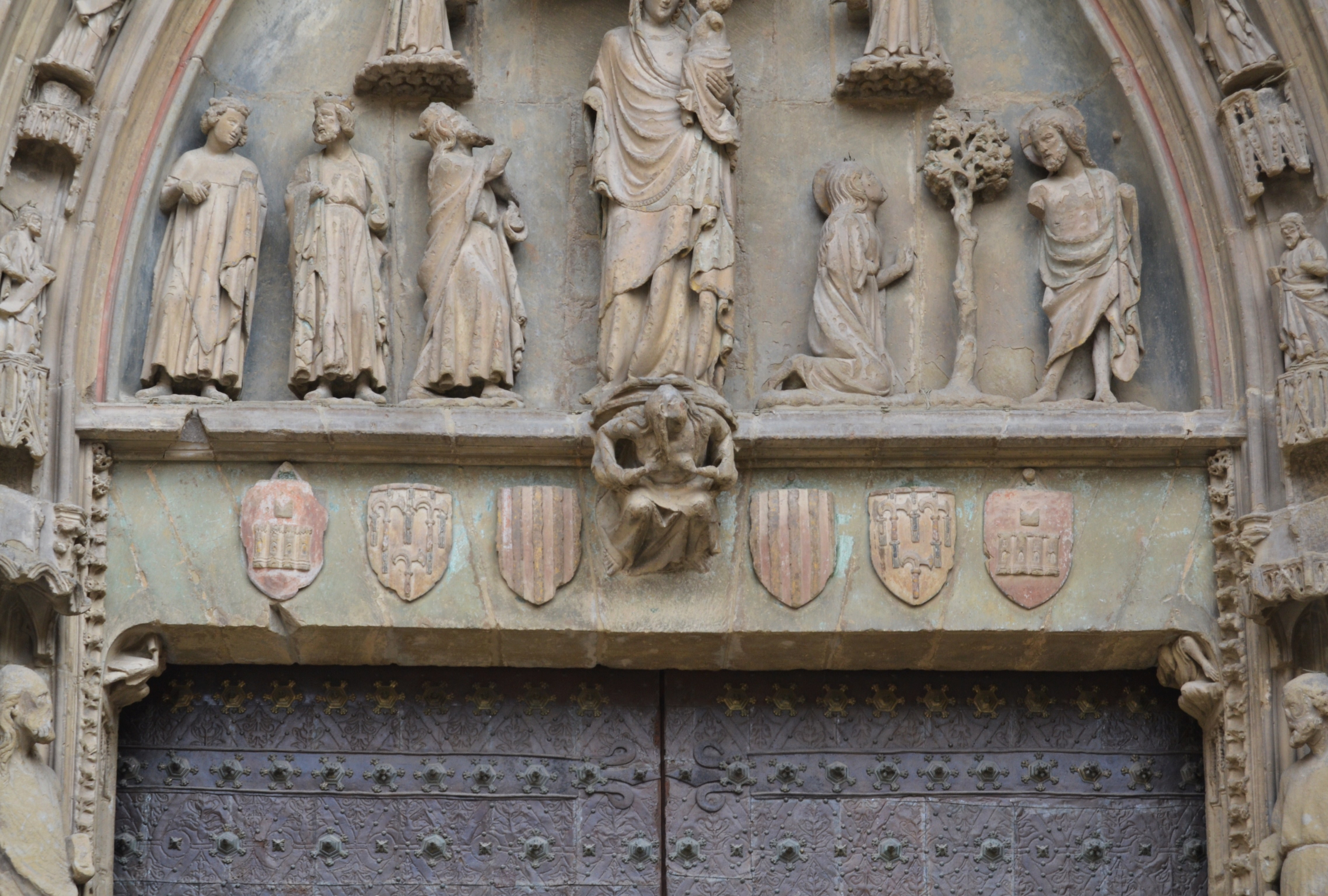
Las armas de los Azlor se corresponden con el escudo situado en el centro tanto a izquierda como a derecha del pedestal de Santa María.

José, o José Ramón, de Azlor era descendiente de una familia noble española de Aragón, hijo de Artal de Azlor y Guasso, I conde de Guara y de su esposa Josefa María Virto de Vera. Nacido en Huesca en 1672, era su segundo hijo, por detrás de Juan Artal, el mayor y heredero, siendo Rosa, Félix y Antonio sus hermanos menores. Fue bautizado en la iglesia parroquial y colegial de San Pedro el Viejo.
La ascendencia familiar paterna situaba a los Azlor entre los ricohombres del reino de Aragón tomando el apellido del solar de Azlor, en la provincia de Huesca, y figurando sus armas esculpidas sobre el dintel de la puerta principal de la catedral de Huesca. Un miembro de su linaje, Miguel de Azlor, fue decapitado en los sucesos de la campana de Huesca aunque luego el mismo Ramiro II resarció a la viuda e hijos con algunos privilegios.
Su título de marqués le llegó a través de su matrimonio con Ignacia Javiera de Echeverz y Valdés (1673-1733) —heredera novohispana de Coahuila, hija del primer marqués de Aguayo, Agustín de Echeverz Subiza, y de Francisca de Valdés y Alcega, Rejano y Urdiñola, bisnieta del conquistador de Nueva Vizcaya.— tras el fallecimiento de su suegro en 1699.
En 1712, la pareja se trasladó de España a Coahuila para administrar las tierras heredadas por ella, que era uno de los latifundios más grandes de todas las Américas. La pareja estableció su sede en San Francisco de los Patos (desde 1892 llamado General Cepeda). Aguayo amplió las propiedades de la familia y obtuvo el control de muchas de las escasas fuentes de agua en el desierto de Chihuahua en Coahuila. Obtuvo la propiedad de las fuentes de agua cerca del pueblo de  Parras de la Fuente y vendió agua a los agricultores de la zona. Parras era prominente por sus viñedos de regadío y su gran producción de vino y brandy. La primera bodega de América estuvo en Parras.

### Gobernación

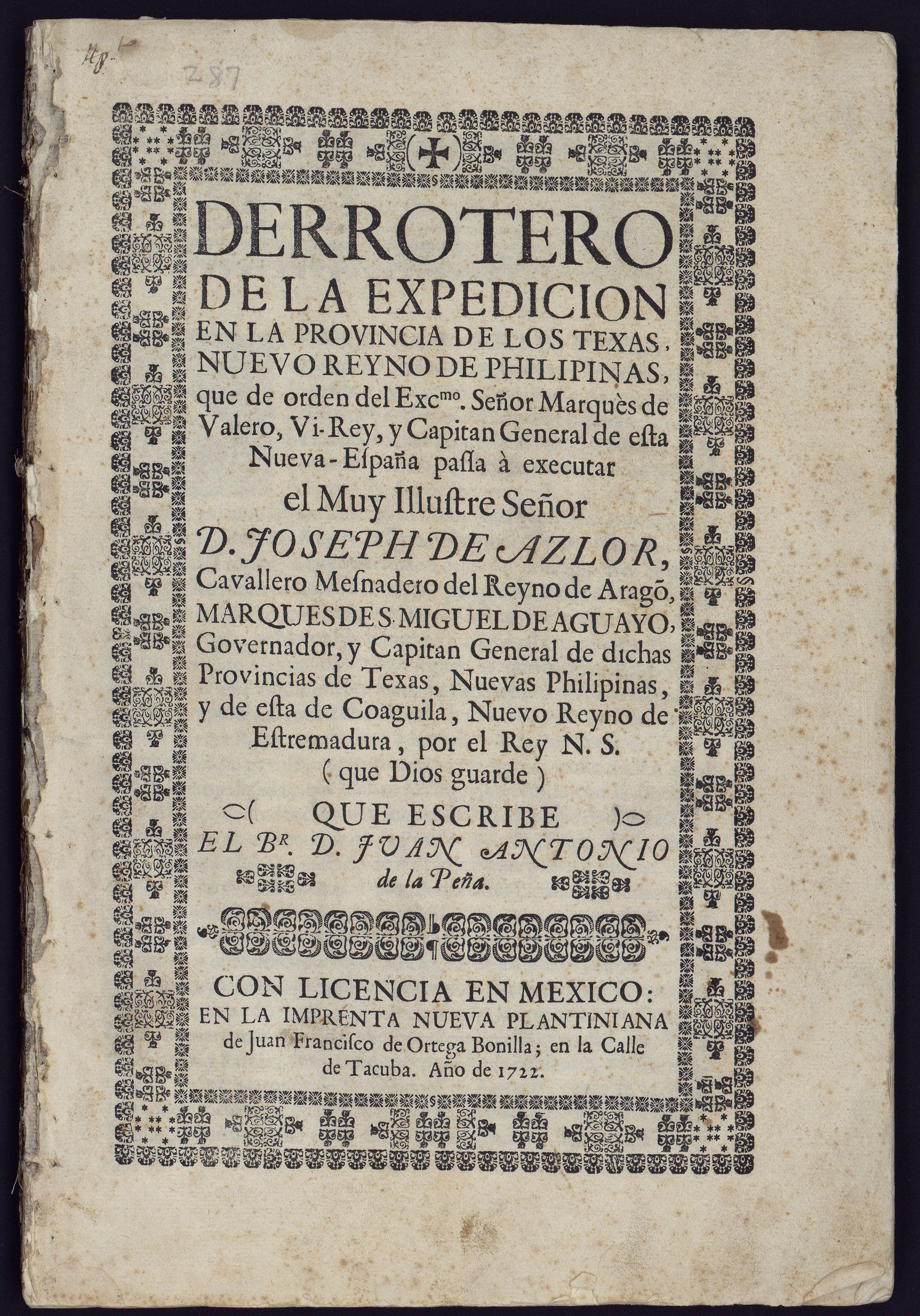
Página de cubierta de la crónica de la expedición de 1720 a 1722 al "Nuevo Reyno de Philipinas," una crónica de Juan Antonio de la Peña

Durante la Guerra de la Cuádruple Alianza, Gran Bretaña y Francia, que estaban alineados en contra de España, trataron de interferir en los intereses españoles en la Nueva España. En junio de 1719, siete franceses de Natchitoches, Luisiana tomaron el control de la misión de San Miguel de los Adaes, situada al este de Texas, donde su único defensor desconocía que ambos países estaban en guerra. Los soldados franceses le explicaron que 100 soldados más irían llegando y los colonizadores españoles, los misioneros y los soldados restantes abandonaron la zona y huyeron a San Antonio de Béjar.
Ese año, Aguayo fue nombrado gobernador de las provincias de Nuevas Filipinas y Nueva Extremadura (luego Coahuila y Tejas). Se había ofrecido para usar su propio dinero para reconquistar Texas y reclutó un ejército de 500 soldados.  Cuando el rey confirmó su gobernación en Aranjuez en mayo de 1721, Aguayo respondió con gratitud que «la restauración de Texas, Nuevo Reino de Filipinas, debería haber sido confiada a mi débil administración».

### Expedición de Aguayo
Su salida se retrasó un año, debido a los problemas con los indios en Coahuila y a una sequía devastadora que mató a más de 80% de los caballos que había comprado para la expedición. La sequía acabó con unas lluvias torrenciales que hicieron el viaje imposible hasta finales de 1720. Justo antes de partir desde Monclova el 15 de noviembre de 1721, la guerra en Europa se detuvo y Felipe V les ordenó no invadir la Luisiana, sino encontrar una manera de recobrar el este de Texas sin usar la fuerza. La expedición llevaba consigo más de 3600 caballos, 900 mulas, 600 reses vacunas, 900 ovejas y muchas cabras, lo que constituyó la primera gran manada arreada de «ganado» en Texas. Esto aumentó considerablemente el número de animales domesticados en la región y marcó el inicio de la ganadería española en la Texas.

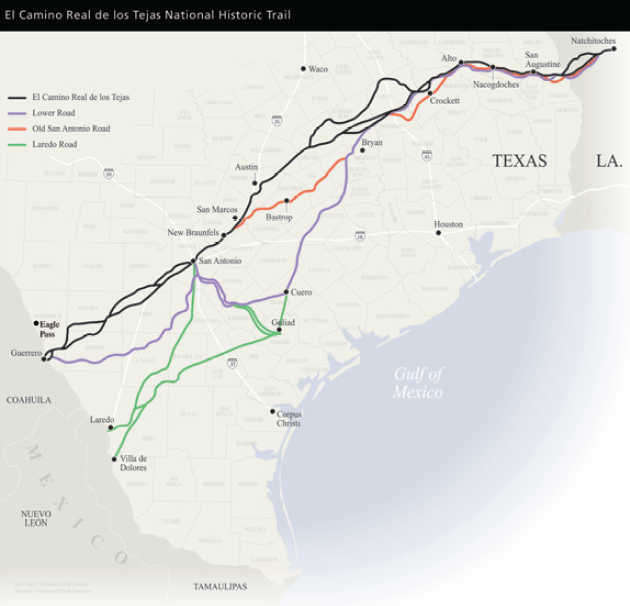
Las rutas del Camino Real de los Tejas a través del norte de Nueva España. Nótese que el mapa en el que se superpone la ruta es anacrónico: la provincia de Nuevas Filipinas estaba al norte del río Nueces, cerca de Corpus Christi; la frontera de la Luisiana estaba 45 millas más al este, en el río Hondo.

En julio de 1721, mientras se acercaban al río Neches, la expedición de Aguayo se reunió con Louis Juchereau de St. Denis, que dirigía una incursión con el objetivo de tomar el control de la misión española en San Antonio de Bexar. Al darse cuenta de que estaba en una significativa inferioridad numérica, St. Denis aceptó abandonar el este de Texas y regresar a la Luisiana. Azlor ordenó la construcción del presidio de Nuestra Señora del Pilar de los Adaes, que se encuentra cerca de la actual Robeline, a solo  19 km del asentamiento francés en Natchitoches. El nuevo fuerte se convirtió en la primera capital de la Texas española, y fue custodiada por seis cañones y 100 soldados.
Las seis misiones del este de Texas fueron reabiertas y el Presidio de Dolores, ahora  conocido como Presidio de los Tejas, fue trasladado desde el río Neches a un sitio cerca de la misión de la Purísima Concepción, próximo al río Angelina. Los españoles construyeron luego otro fuerte, el Presidio de Nuestra Señora de Loreto de la Bahía, conocido como La Bahía, en el sitio de el antiguo fuerte francés de Saint Louis. Cerca de allí establecieron la Misión Nuestra Señora del Espíritu Santo de Zúñiga (también conocida como La Bahía), para las tribus de los cocos, los karankawas y los indios cujanos. Noventa hombres fueron establecidos en la guarnición.

## Muerte y legado
Aguayo regresó a la Ciudad de México en 1722 y renunció a su cargo de gobernador de las provincias de Nuevas Filipinas y Nueva Extremadura. Al comienzo de su expedición, Texas había consistido únicamente en San Antonio y unos 60 soldados y en el momento de su renuncia la provincia había crecido hasta contar con 4 presidios, más de 250 soldados, 10 misiones y el pequeño pueblo civil de San Antonio. La expedición de Aguayo fortaleció la reclamación española sobre Texas que los franceses nunca volvieron a disputar.
La expedición tejana menguó la salud de Azlor y así se lo comunicó al rey en el memorial del 13 de junio de 1722 donde le informaba que había obtenido licencia para retirarse a su casa. En 1724 se trasladó a la capital, Ciudad de México, con toda la familia para atender asuntos oficiales y privados que reclamaban su presencia. En atención a sus servicios en el norte, el 15 de julio de 1727 fue ascendido a mariscal de campo. Otra de sus preocupaciones afectaba al patrimonio familiar reunido por el matrimonio y era su objetivo conseguir «la fundación de un mayorazgo que vincular tantos sus bienes de Indias como los de libre disposición de Navarra». Finalmente lo logró el 9 de octubre de 1727 quedando sujeto a las leyes de Castilla.
Ambos cónyuges, tras esas gestiones, otorgaron testamento en México, el 1 de diciembre de 1732, en favor de sus dos hijas, María Josefa y María Ignacia, a las que declaraban herederas universales. María Josefa, como primogénita, heredaría el mayorazgo, y María Ignacia, por legítima paterna y materna, recibiría cien mil pesos. Retirados a su hacienda de Patos, Ignacia Javiera, la esposa, falleció  el 25 de noviembre de 1733 mientras que José Ramón apenas la sobrevivió unos meses al fallecer el 9 de marzo de 1734.
La hija de Aguayo, la marquesa de Aguayo, se casó con un miembro de otra gran familia terrateniente en 1735 y obtuvo el título de tierras adicionales. En la década de 1760, las propiedades de los Aguayo totalizaban 5 944 278 ha y se estimaba que sus rebaños sumaban más de 200 000 ovejas. También abrieron la primera fábrica textil del norte de México para abastecer de ropa a sus trabajadores y residentes y crearon una fuerza de caballería para defenderse de las incursiones indígenas. Su sede en Patos tenía una población de 1.200 habitantes en 1765. Los propios Aguayo eran terratenientes ausentes, que vivían en la Ciudad de México, al igual que muchos grandes terratenientes con propiedades en el interior de México.
La mala administración y los riesgos de criar ganado en una región propensa a la sequía llevaron a la familia Aguayo a vender gran parte de su propiedad a inversionistas ingleses en 1825. La familia Sánchez Navarro adquirió toda la finca de Aguayo en 1840 y así se convirtió en el mayor terrateniente de todas las Américas.